# Alek Keshishian
Alek Keshishian (Beirute,  30 de Julho de 1964) é um realizador de cinema norte-americano nascido no Líbano. Ele é mais conhecido por dirigir o filme Na Cama com Madonna, de 1991, que era, na época, o documentário de maior bilheteria de todos os tempos.

## Obras dirigidas
- Love (et ses petits désastres) (2006)
- With Honors (1994)
- Madonna: Truth or Dare (1991)
- Madonna: This Used To Be My Playground